# Локалита Каза дел Корто (Сијена)
Локалита Каза дел Корто је насеље у Италији у округу Сијена, региону Тоскана.
Према процени из 2011. у насељу је живело 6 становника. Насеље се налази на надморској висини од 341 м.